# Amicale Sportive de Poissy

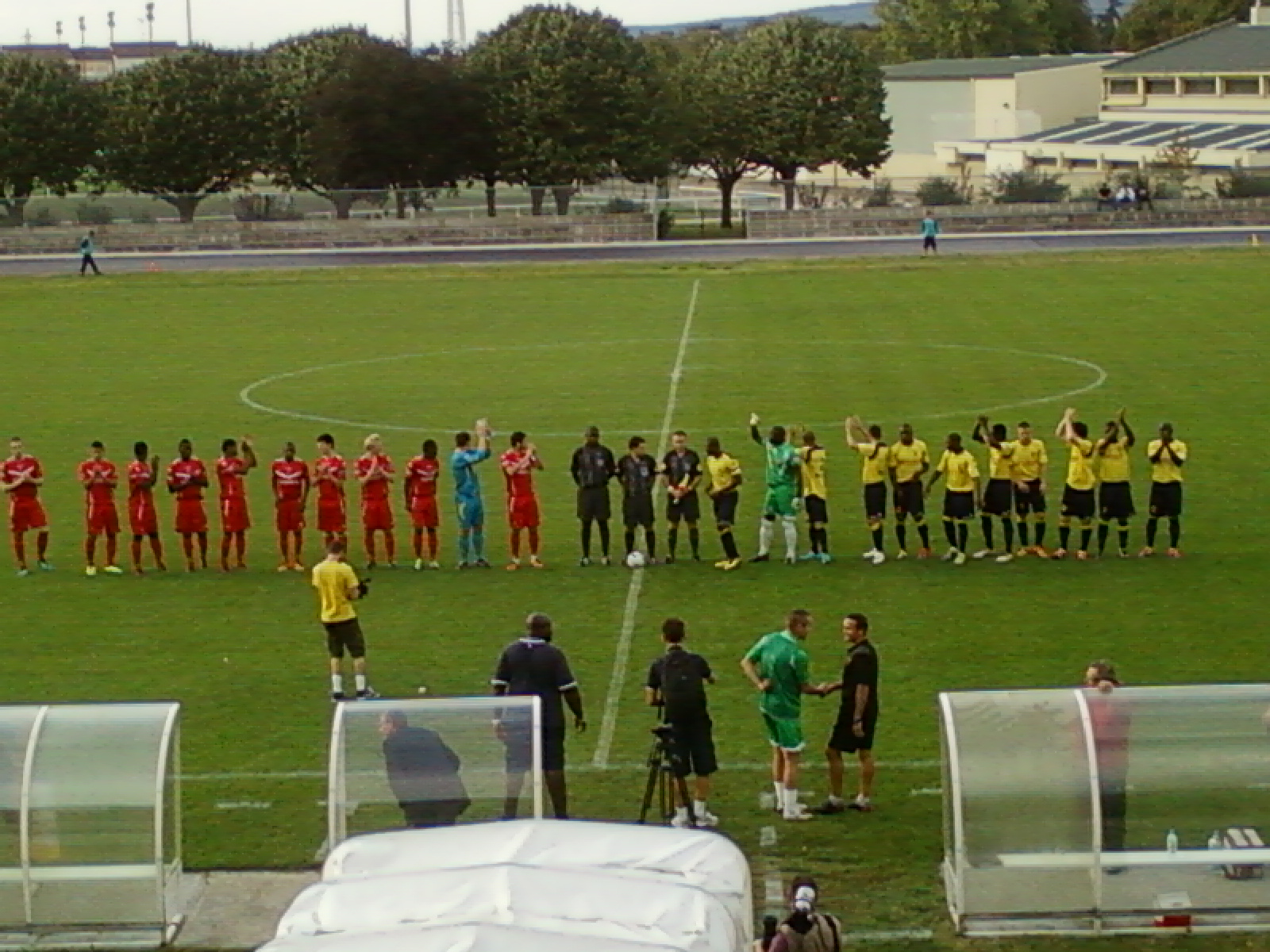
Presentación del equipo ante el Valenciennes B el en el Stade Léo-Lagrange.

El Amicale Sportive de Poissy es un equipo de fútbol de Francia que juega en el Championnat de France de National 2, la cuarta división de fútbol francés. El club ha jugado en el Ligue 2 en la temporada 1977-1978.
El centro de formación que tiene Poissy recibió en 2015 la Etiqueta "Jóvenes Excelencia", entre 192 clubs franceses, luego en 2016 la Etiqueta " Jóvenes Élite " concedido por la Federación francesa de fútbol. Este sello de calidad ha sido atribuido a solamente 76 clubs franceses.
Los equipos jóvenes y seniores frecuentan los niveles más altos regionales y nacionales desde hace muchos años. Los numerosos jugadores profesionales han sido formados en el seno del club a ejemplo de M'Baye Niang y Pierre Issa, jugadores internacionales.

## Historia
Fue fundado en el año 1904 en la ciudad de Poissy durante el periodo de la Gran Guerra. En 1968 el club se fusiona con el AS Simca.
El club ha tenido constantes apariciones en la Copa de Francia, en donde han alcanzado la fase de octavos de final en muchas ocasiones, aunque nunca han podido salir de las divisiones aficionadas del fútbol francés desde 1978.
En la temporada 2022/23 el club fue descendido y excluido de los torneos nacional por problemas administrativos.

## Palmarés
- Championnat National (1) : 1977

- División de Honor (2) : 1971 y 1982
- Copa de París (5) : 1948, 1953, 1971, 1988 y 2007

## Estadio

### Stade Léo Lagrange
El Estadio Léo Lagrange es el primer centro de entrainement de lo tienes él AS Poissy. Está situado en la salida de Poissy y contiene dos campos de fútbol, el terreno de honor Roger Quenolle (3 500 sitios) que acoge los partidos del primer equipo de los seniores, y el terreno sintético Salif Gagigo que acoge los partidos y el entrainements del centro de formación (u15-u17-u19).

### Stade du Cosec
El Estadio del Coseco es el segundo centro de entrainement de lo tienes él AS Poissy Football. Está situado en la entrada de Poissy y contiene dos campos de fútbol sintéticos que acogen los partidos y entrainements del centro de preformación (u7 hasta tiene u13), un terreno en césped natural donde se efectúan el entrainements del primer equipo de los seniores, y al acoger un terreno de tierra acontecimientos diversos y deportivos.

### Terrasses de Poncy
Las Terrazas de Poncy en Poissy acogerán para la temporada 2019-2020 el centro de formación y de preformación masculinas de los equipos de fútbol y de balonmano de París Germain Football Club. Este centro comprenderá particularmente una superficie útil de 74 hectáreas, 14 campos de fútbol y un estadio de 5 000 sitios cubiertos que acogerá, entre otras cosas, el equipo reserva seniores del PSG.

## Identidad
El club tiene numerosos aficionados y tiene rivalidades antiguas con ciertos clubs, como él París Saint-Germain Football Club. El pisciacais juegan con una camiseta amarilla y azul, un pantalón corto azul, y calcetines azules a domicilio. Mientras que tiene el exterior juegan con un conjunto blanco, de la marcado Jako, después de Macron y Nike.